# Альфонсо де Валенсия
Альфонсо де Валенсия (исп. Alfonso de Valencia; ок. 1282/1283 — август 1316, Моралес-де-Торо) — кастильский дворянин из дома Валенсия, сын инфанта Хуана де Кастилья эль де Тарифа и Маргариты де Монферрат.
Сеньор де Валенсия-де-Кампос, Мансилья, Аутильо-де-Кампос и Сардонедо. Он занимал должности главного майордома короля Кастилии Альфонсо XI (1315—1316). Внук короля Кастилии Альфонсо X.

## Семейное происхождение
Альфонсо де Валенсия был единственным сыном, рождённым от брака между инфантом Хуаном Кастильским (1262—1319) и Маргаритой Монферратской (+ 1286), а по отцовской линии он был внуком короля Кастилии Альфонсо X и Виоланты де Арагон, а по материнской линии — Вильгельма VII Монферратского, маркиза Монферрата и титульного короля Салоник, и Изабеллы Глостерской.
Он был сводным братом Хуана Эль-Туэрто, который после смерти отца унаследовал его владения и сеньорию Бискайя, и Марии Диас де Аро, вышедшей замуж за Хуана Нуньеса II де Лара, главу дома Лары.

## Биография

### Правление Фердинанда IV (1295—1312)

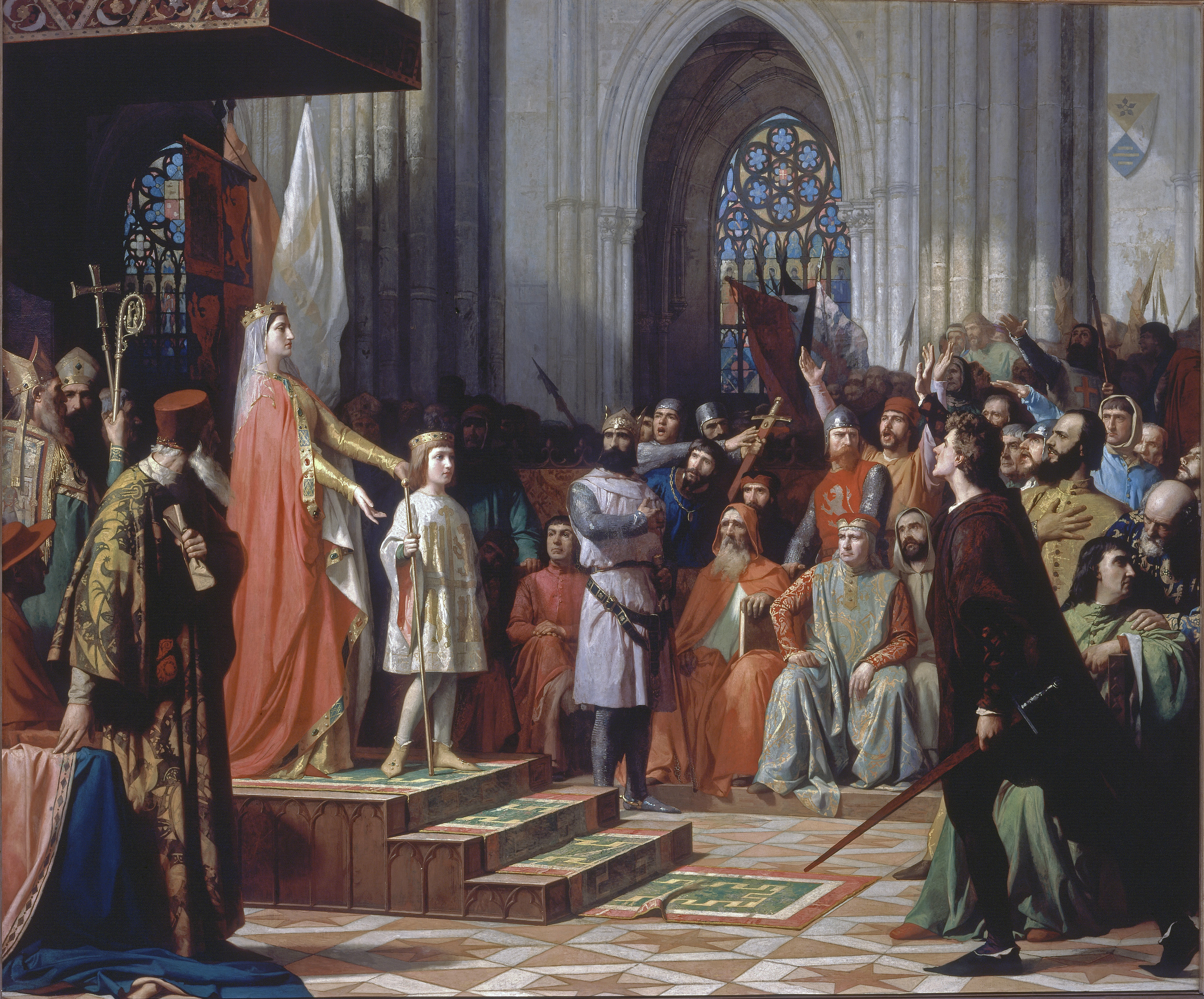
Мария де Молина представляет своего сына Фернандо IV кортесам в Вальядолиде в 1295 году, художник — Антонио Гисберт Перес, 1863 год, Конгресс депутатов Испании

Его родители поженились в 1281 году, и хотя точная дата его рождения неизвестна, по мнению некоторых авторов, это должно было произойти между 1282 и 1283 годами или с полной уверенностью в 1282 году. Его отец, инфант Хуан, был сеньором Валенсия-де-Кампос и сеньором-консортом Бискайи от второго брака с Марией Диас де Аро, а также был сеньором Баэна, Луке, Суэрос, Лосоя, Вильялон, Оропеса, Сантьяго-де-ла-Пуэбла, Мельгар-де-Арриба, Паредес-де-Нава, Медина-де-Риосеко, Понферрада и Кастронуньо, и занимал должности лейтенанта короля, главного майордома короля и главного аделантадо Андалусии.
Альфонсо де Валенсия был сеньором Валенсия-де-Кампос и Мансилья благодаря пожертвованию своего отца и с юных лет получал различные пожертвования из его рук, в то время как он неоднократно сопровождал и прикомандировал его. 25 ноября 1286 года король Кастилии Санчо IV, приходившийся дядей Альфонсо де Валенсии, оказал некую милость воспитателю последнего, Мартину Лопесу де Адрадосу, происходившему от Роя Флореса де Миравальеса.

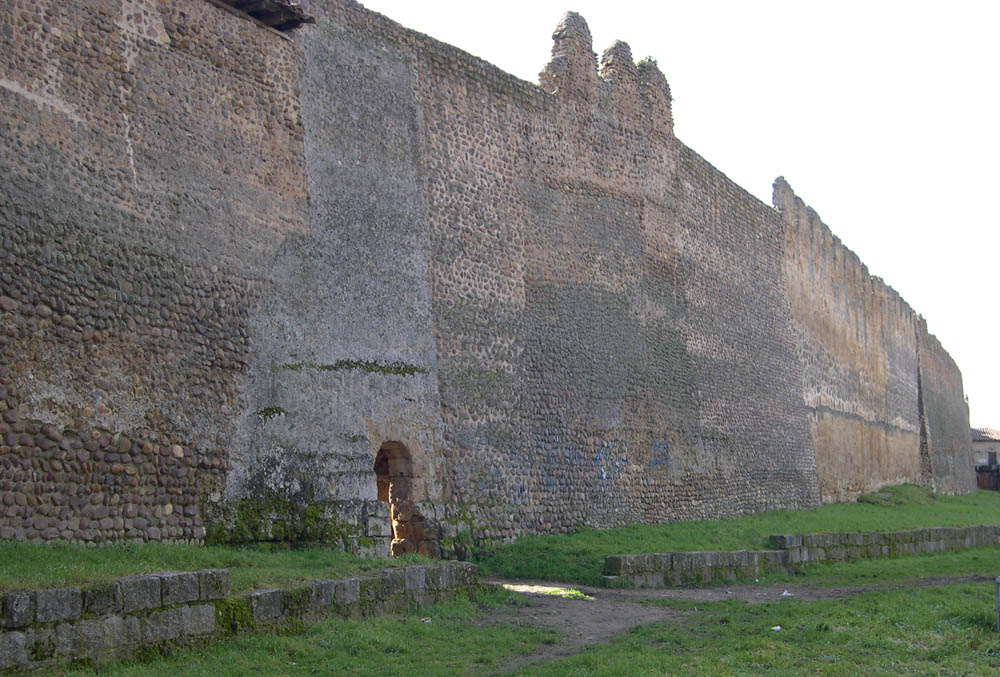
Обнесенный стеной Мансилья-де-лас-Мулас, провинция Леон

Бото Варела указал, что Альфонсо де Валенсия владел недвижимостью на леонских землях и что он пожирал некоторые места, расположенные в районе Эль-Бьерсо и на территории епархии Луго. И хотя дата смерти его матери, Маргариты де Монферрат, неизвестна, есть свидетельства того, что в 1287 году его отец уже женился на Марии Диас де Аро, которая стала сеньорой Бискайи и которая была дочерью Лопе Диаса III де Аро, сеньора Бискайи, и Хуаны Альфонсо де Молина.
На кортесах Вальядолида в 1295 году, которые были первыми, которые проводились во время правления Фердинанда IV, двоюродного брата Альфонсо де Валенсии, королеве Марии де Молине удалось заставить всех прокураторов воздать должное королю Фердинанду IV и признать короля в качестве наставника инфанта Энрике Кастильского Сенатора. Вскоре после этого инфант Хуан принес оммаж Фердинанду IV в Саламанке и вернул себе все сеньории, которые отнял у него его брат Санчо IV Кастильский.
Но в апреле 1296 года Альфонсо де ла Серда вторгся в королевство Кастилия в сопровождении арагонских войск и подошёл к городу Леон, где инфант Хуан, отец Альфонсо де Валенсии, был провозглашен королем Леона, Севильи и Галисии. Он был коронован в соборе Леона, хотя некоторые историки указывают, что область влияния инфанта Хуана фактически ограничивалась городом Леон и некоторыми близлежащими городами. После коронации в соборе Леона инфант Хуан сопровождал в Саагун Альфонсо де ла Серда, где последний был провозглашен королем Кастилии, Толедо, Кордовы, Мурсии и Хаэна, рассчитывая на присутствие и поддержку инфанта Педро де Арагона, который был сыном короля Педро III Арагонского, на обеих коронациях.
В 1296 году, исполняя волю своего отца, Альфонсо де Валенсия занял город и крепость Мансилья, владельцем которой он впоследствии станет, а 2 мая 1296 года, как указывал Сальвадор де Мохо, он и его брат Хуан Эль-Туэрто, хотя они должны были быть очень молодыми, они появились среди тех, кто подтверждал привилегию, по которой Фердинанд IV освобождал жителей города Вальядолида от уплаты пошлин во всех своих королевствах, кроме Толедо, Севильи и Мурсии, хотя Хайме де Салазар-и-Ача указал, что указанный документ плохо датирован и не соответствует 1296 году.

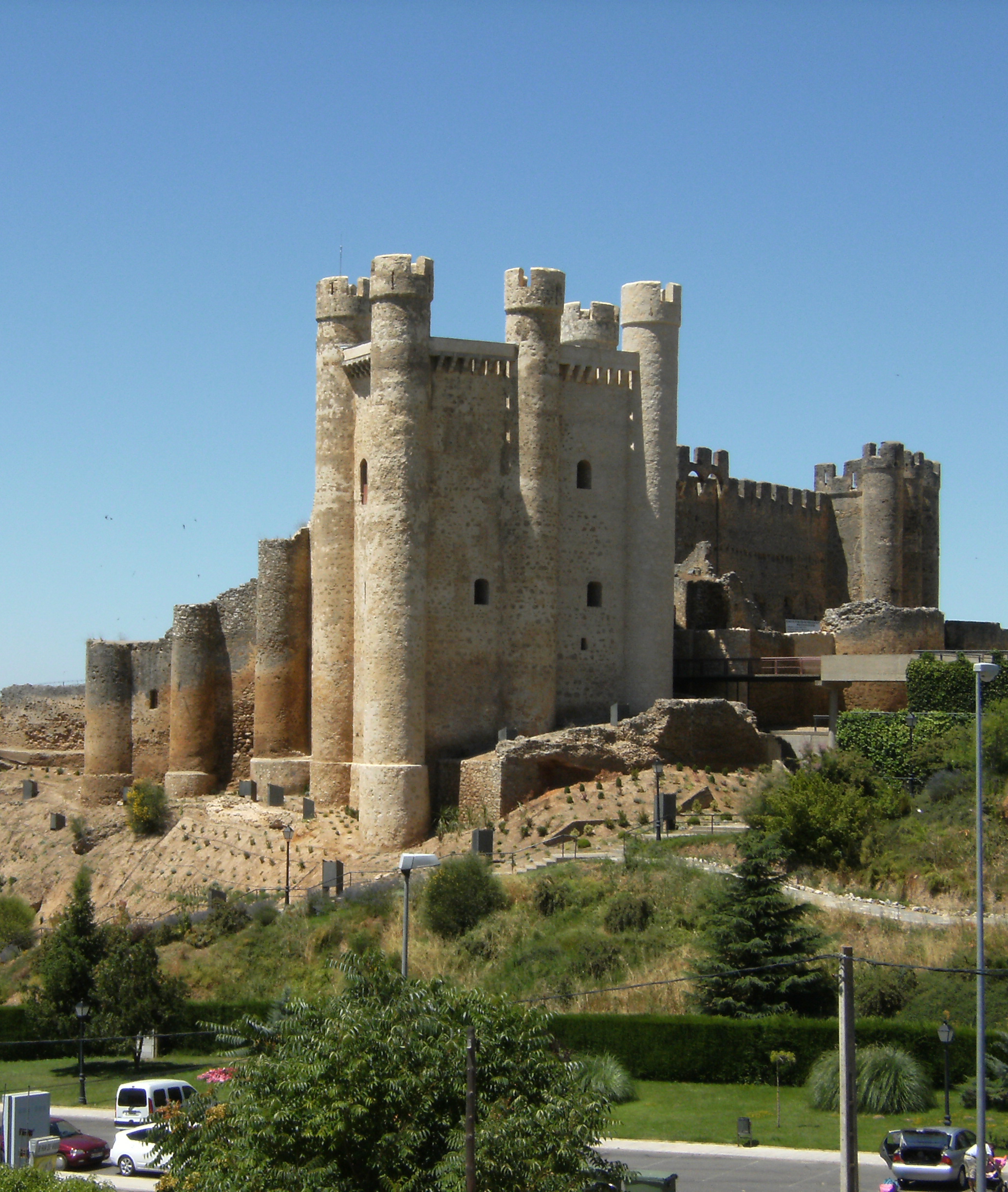
Замок Валенсия-де-Дон-Хуан. (провинция Леон).

Во время кортесов в Вальядолиде в 1300 году, потеряв большую часть своей поддержки, инфант Хуан отказался от своих претензий на королевства Леон, Галисию и Севилью, несмотря на то, что был провозглашен королем всех этих территорий в 1296 году, и принес публичную присягу на верность Фердинанду IV и его преемникам 26 июня 1300 года. Инфант Энрике де Кастилья, как наставник короля и от имени Фердинанда IV, получил оммаж от инфанта Хуана, а архиепископ Толедо Гонсало Диас Паломеке получил его присягу. Кроме того, инфант Хуан передал Фердинанду IV город Леон и другие места, которые он захватил во время войны между ними. Взамен за ним были оставлены сеньории Мансилья, Паредес-де-Нава, Медина-де-Риосеко, Кастронуньо и Кабрерос в качестве компенсации за его отставку и отставку его жены во владение светлостью Бискайи, что было подтверждено Диего Лопесу V от Аро.
6 октября 1300 года посредством открытого письма, выданного в Берланге, король Фердинанд IV пожаловал своему двоюродному брату Альфонсо де Валенсии годовой оклад в размере 300 000 мараведи. А во время кортесов в Саморе 1301 года инфант Хуан и богатые люди Леона, Галисии и Астурии, которые в основном были его сторонниками, одобрили субсидии, на которые претендовал Фердинанд IV. А в декабре 1301 года, когда кастильский двор находился в городе Бургосе, булла, по которой папа Бонифаций VIII узаконил брак королевы Марии де Молины с покойным королем Кастилии Санчо IV, таким образом, её дети, среди которых был Фердинанд IV, стали законными с этого момента, из-за которых инфант Хуан де Кастилья и инфанты де ла Серда потеряли один из их главных аргументов, когда дело дошло до претензий на трон, поскольку отныне они не могли пользоваться нелегитимностью кастильского монарха.
Как указывал Сантамарта Луэнгос, между 1301 и 1315 годами Альфонсо де Валенсия имел прямые отношения с многочисленными областями королевства Леон. А в 1301 году Альфонсо Гонсалес, сын Гонсало Морана, передал Альфонсо де Валенсии для его «охраны и энкомьенды» все имущество, как мебель, так и недвижимость, которыми он владел в различных местах королевства Леон.
8 февраля 1302 года посредством открытого письма, выданного в Вальядолиде, король Фердинанд IV передал монастырь Сан-Бенито-де-Саагун под опеку своему двоюродному брату Альфонсо де Валенсии, чтобы этот монастырь не продолжал страдать от ущерба и недовольства, которые он понес до этого из-за некоторых рыцарей и других «людей земли», как указано в вышеупомянутом письме, которое хранится в архивах собора Леона. А также в 1302 году монастырь Санта-Мария-де-Карризо и его настоятельница Альдара отдали все принадлежащие им места в Парамо и Валь-де-Фонтеча под «охрану и попечение» Альфонсо де Валенсии.
В «Хрониках Фернандо IV» указывалось, что после завершения кортесов де Бургос 1302 года король отправился в город Паленсия, где состоялась свадьба Альфонсо де Валенсия с Терезой Нуньес де Лара, дочерью Хуана Нуньеса I де Лара и сестрой Хуана Нуньеса II де Лара. Однако историк Хайме де Салазар-и-Ача заявил в своей работе, озаглавленной «Дом короля Кастилии и Леона в Средние века», что Альфонсо де Валенсия женился в Паленсии в 1303 году, как записано в 3-м томе генеалогической истории Дома Лары, написанный Луисом де Саласар-и-Кастро, который указал, что на свадебной церемонии присутствовали король Фердинанд IV и его мать Мария де Молина, инфанты Энрике и Хуан, отец Альфонсо де Валенсия, и Хуан Нуньес II де Лара, брат невесты.
В 1303 году Инес Фернандес, сеньора монастыря Дестриана, передала его под «охрану и энкомьенду» Альфонсо де Валенсии, и в том же году избранный аббат базилики Сан-Исидоро-де-Леон пожаловал энкомьенду Альфонсо де Валенсии виллу Носеда и все другие владения вышеупомянутого храма в Эль-Бьерсо и Боэсе, чтобы он мог охранять и защищать их «в течение всей своей жизни и жизни своих детей», как указал Сантамарта Луэнгос.

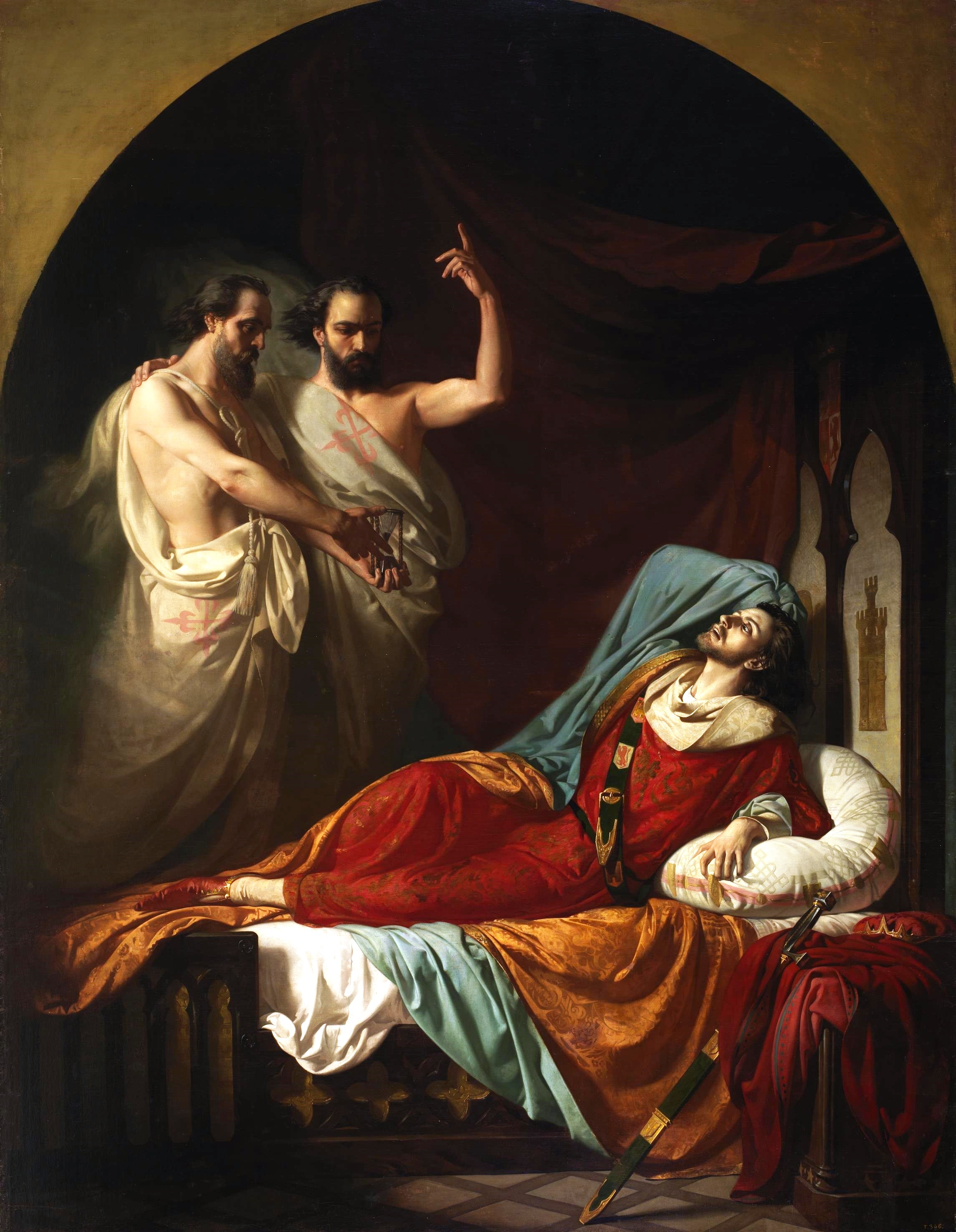
Последние минуты жизни Фердинанда IV. Художник -Хосе Касадо дель Алисаль, 1860 год, Дворец Сената Испании.

В 1304 году епископ Асторги и главный нотариус королевства Леон Альфонсо Мартинес пожаловался королю на то, что Альфонсо де Валенсия намеревался захватить энкомьенды и бехетрии Эль-Бьерсо и Боэса, утверждая, что в течение некоторого времени он влаедил ими после уступки монарха. Тем не менее, король Фердинанд IV посредством письма, выданного в Бенавенте 2 ноября 1304 года, подтвердил епископу Альфонсо Мартинесу владение вышеупомянутыми енкомьендами и бехетриями и приказал судьям и должностным лицам области передавать свои доходы исключительно епископу и кафедральному капитулу Асторги.
28 августа 1306 года посредством открытого письма, выданного в Леоне, и в связи с ежегодно получаемой им сольдадой король Фернандо IV даровал своему двоюродному брату Альфонсо де Валенсии королевские права на виллы Сояме, Салио, Феррерас и Корнеро в королевстве Леон. И инфант Хуан, чтобы ограничить влияние, которое его племянник, инфант Фелипе де Кастилья, имел в королевстве Галисия, предпринял попытку лишить его галисийских титулов и энкомьенд, которые этот инфант получил от своего брата Фердинанда IV в награду за победу над Фернандо Родригесом де Кастро.
В 1306 году инфанте Хуану удалось добиться, чтобы его сын, Альфонсо де Валенсия, получил должность главного пертигуэро Сантьяго, что передало под его командование вооружённые силы Компостелы и предоставило ему юрисдикцию над всеми землями, принадлежащими архиепископству Сантьяго-де-Компостелла была в Галисии. Но следует отметить, что это назначение было связано с требованиями, которые инфант Хуан предъявил королю Фердинанду IV после провала осады Аранда-де-Дуэро, где Хуан Нуньес II де Лара, поссорившийся с королем, получил убежище. А инфант Хуан посоветовал монарху примириться с сеньором Лара и с Диего Лопесом V де Аро, сеньором Бискайи.
Однако историк Хосе Виллаамиль-и-Кастро, который был автором книги под названием Los pertigueros de la Iglesia de Santiago, не включил Альфонсо де Валенсию в свой список тех, кто занимал указанную должность, хотя в указанном списке есть пробел, поскольку смерть старшего пертигуэро Фернандо Родригеса де Кастро, которая произошла в 1304 году, до 1310 года, когда его начал осуществлять инфант Филипп Кастильский. Историк Антонио Лопес Феррейро, со своей стороны, указывал, что в августе 1307 года инфант Филипп Кастильский, несмотря на свою молодость, занимал самую большую пертигуэро в Сантьяго.
В 1307 году Альфонсо де Валенсия сопровождал Фердинанда IV и своего отца, инфанта Хуана, при осаде Тордеумоса, где укрылся его шурин Хуан Нуньес II де Лара, восставший против кастильского монарха. Осада началась в октябре 1307 года и закончилась в начале 1308 года, но Фердинанд IV не смог захватить Хуана Нуньеса II де Лара или занять крепость. И это было мотивировано, среди прочего, тем, что инфант Хуан и его сын Альфонсо отказались от осады вместе с многочисленной знатью.

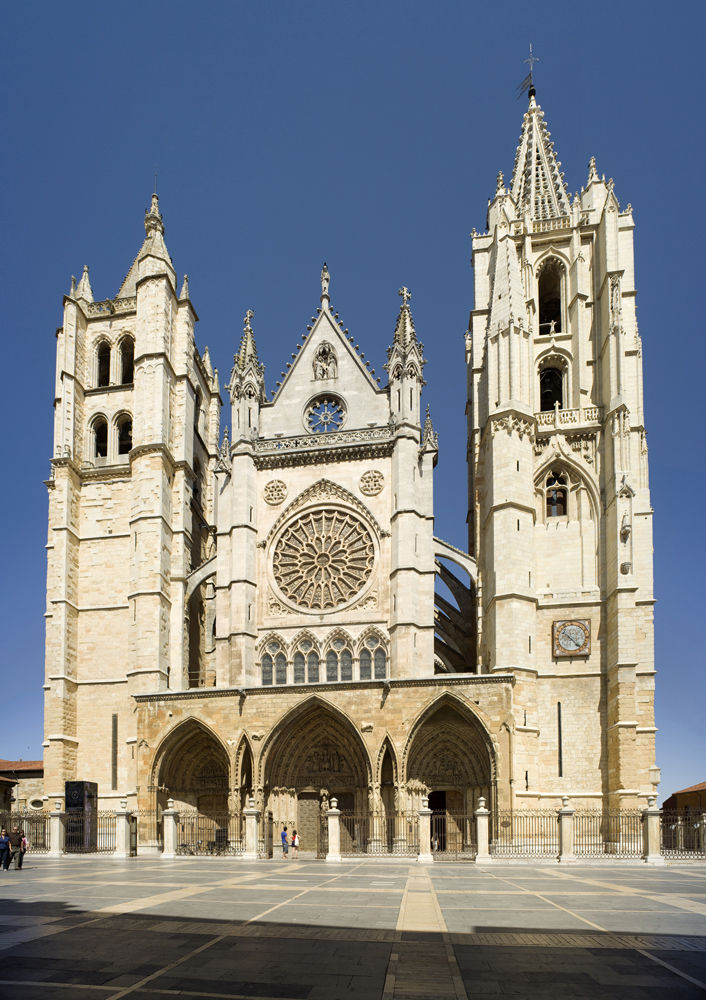
Главный фасад Леонского собора, где был похоронен Альфонсо де Валенсия.

В 1307 году совет города Аутильо-де-Кампос принял Альфонсо де Валенсию «в качестве старшего сеньора над другими сеньорами, к которым мы присоединяемся», чтобы защищать и защищать их от других лордов, хотя права последних на город также оставались признанными. А в 1308 году вдова Гонсало Яньеса де Портокарреро, Тереза Лопес, доверила Альфонсо де Валенсии все имущество, которым она владела, имущество своих детей, а также имущество её матери по имени Инес, и взамен все они были обязаны платить ежегодный янтарь из 1000 маравиди.
Альфонсо де Валенсия также участвовал со своим отцом и со своим дядей доном Хуаном Мануэлем, который был внуком короля Фердинанда III, среди многих других богатых людей и магнатов, в осаде Альхесираса в 1309 году, которая должна была быть снята в 1310 году, среди прочего, из-за дезертирства инфанте Хуана, Альфонсо де Валенсии, дона Хуана Мануэля и Фернана Руиса де Салданья, поскольку последний отказался от осады вместе с пятью сотнями рыцарей.
В 1312 году прокуратор монастыря Санта-Мария-де-Вальдедиос поставил город Боньяр и все места монастыря под «охрану и надзор» Альфонсо де Валенсии «от портов до сюда, в земли Леона, Кастилии и Эстремадура», а взамен монастырь обещал ежегодно платить ему 200 маравиди наличными или продуктами. 7 сентября 1312 года король Фердинанд IV, двоюродный брат Альфонсо Валенсийского, скончался в городе Хаэн, и его сын, Альфонсо XI Кастильский, которому был год от роду, взошёл на трон Кастилии.

### Правление Альфонсо XI
После смерти Фердинанда IV его мать, королева Мария де Молина, и инфанты Педро и Хуан стали наставниками короля Альфонсо XI, когда он был несовершеннолетним. И в приказе, который инфант Хуан издал в кортесах Паленсии 1313 года, в котором его сторонники назначили его наставником короля вместе с королевой Констанцей Португальской, его сыновья Альфонсо де Валенсия и Хуан Эль-Туэрто упоминаются, как указывал Сальвадор де Мохо.
Как сказано в главе V Великой хроники Альфонсо XI, когда кортесы Паленсии 1313 года закончились, инфант Педро приказал Педро Альваресу де лас Астуриасу занять замки города Леон, хотя Альфонсо де Валенсия захватил указанный город чтобы помешать сторонникам инфанта Педро контролировать его, и вскоре после этого инфанты Хуан и Филипп и Хуан Нуньес II де Лара отправились в Леон и заняли его своими войсками, но они не смогли помешать инфанту Педро захватить город Паленсия, в то время как они заняли город Леон, причинив недовольство инфанта Хуана. И тогда инфант Педро отправился в город Авила, где находились королева Мария де Молина и король Альфонсо XI.
В конце 1314 года, как записано в Великой хронике Альфонсо XI, и вскоре после того, как было отпраздновано соглашение в Паласуэлосе, Педро Понсе де Леон и Альфонсо де Валенсия, по совету инфанта Хуана и воспользовавшись тем, что инфанте Педро сражался против дона Хуана Мануэля, отправились в Галисию со своими войсками, чтобы сражаться против инфанта Филиппа Кастильского, который был сыном королевы Марии де Молина и двоюродным братом Альфонсо де Валенсии. Хотя Санчес-Арсилья Берналь ошибочно указал, что именно Хуан Эль-Туэрто, сводный брат Альфонсо де Валенсии по отцовской линии, был отправлен в Галисию инфантом Хуаном, чтобы напасть на инфанте Филиппа. А последний собрал в Галисии большое войско и вышел навстречу своим врагам.
Обе армии оставались целый день лицом к лицу, хотя и не вступили в бой по решению Альфонсо де Валенсии и Педро Понсе, так как последний предпочел вернуться в Леон, а инфант Филипп, со своей стороны, вернулся со своими войсками в город Луго. Однако, когда Альфонсо де Валенсия и Педро Понсе прибыли на земли Леона, они планировали напасть на владения инфанта Филиппа на указанной территории, хотя смерть Педро Понсе помешала им осуществить свои планы. Историк Санчес-Арсилья Берналь вместо того, чтобы упомянуть о смерти Педро Понсе, ошибся, заявив, что умер человек по имени Перо Тельес де Менесес.

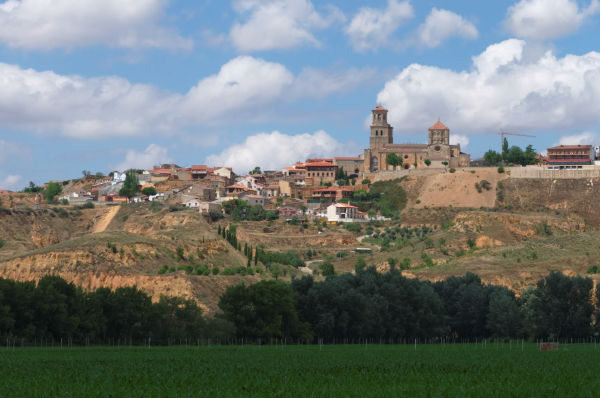
Общий вид города Торо, провинция Самора

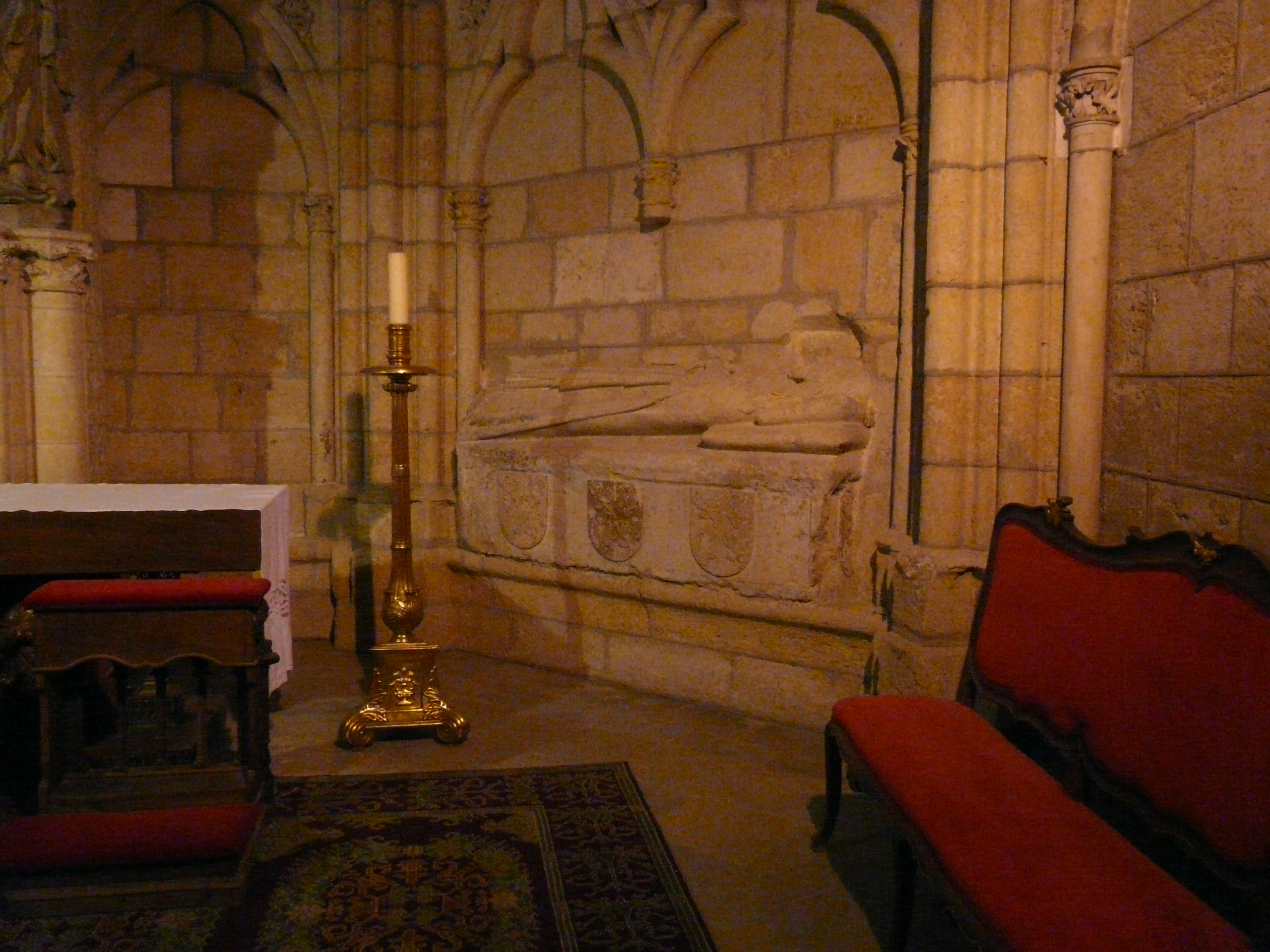
Могила Альфонсо де Валенсия в соборе Леона.

В Хрониках Альфонсо XI , как указывал Браулио Васкес Кампос, записано, что во время заседания кортесов в Бургосе в 1315 году умер Хуан Нуньес II де Лара, который был главным майордомом короля Альфонсо XI и зятем Закон Альфонсо де Валенсии. Король Альфонсо XI пожаловал вакантный пост главного майордома Альфонсо де Валенсии.
По словам Салазар-и-Ача, Альфонсо де Валенсия занимал пост майордома короля примерно с сентября 1315 года до конца апреля 1316 года, когда он умер. А после его смерти пост главного майордома оставался вакантным до 1318 года, когда её стал занимать известный писатель и магнат дон Хуан Мануэль. Незадолго до своей «непредвиденной и случайной смерти», по словам Бото Варела, Альфонсо де Валенсия пожертвовал 10 000 мараведи на работы, проводившиеся в соборе Леона, в котором он впоследствии был похоронен. самый высокий из пожалованных указанному храму в XIV веке.

### Смерть (август 1316)
Инфант Филипп де Кастилья примирился в 1316 году с Альфонсо де Валенсия в городе Торо, в присутствии королевы Марии де Молина и инфанта Хуана, хотя вскоре после того, как Альфонсо умер, когда он был в муниципалитете Саморано Моралес-де-Торо, который находится недалеко от города Торо.
Через десять дней после смерти Альфонсо де Валенсия, согласно Coronica general de España, написанной Флорианом де Окампо, его вторая жена родила двух сыновей-близнецов посмертно. А со смертью этого дворянина, как указывает Васкес Кампос, его сводный брат Хуан Эль-Туэрто, которому предстояло стать сеньором Бискайи, стал старшим выжившим сыном и главным наследником инфанта Хуана де Кастильи, который умер в 1319 году во время катастрофы при Вега-де-Гранада.

## Браки и потомство
Альфонсо де Валенсия женился в первый раз в городе Паленсия на Терезе Нуньес де Лара, дочери Хуана Нуньеса I де Лара, сеньораа Лары, и Терезы де Аро, от брака с которой у него не было потомства.
После смерти жены он снова женился около 1314 года, согласно некоторым авторам, на Хуане Фернандес де Кастро, дочери Фернандо Родригеса де Кастро, сеньора де Лемос, и Виоланте Санчес де Кастилья, которой она была внебрачной дочерью короля Кастилии Санчо IV. В результате его второго брака родились двое детей-близнецов:
- Фернандо Альфонсо де Валенсия (1316—1384), магистр Ордена Сантьяго и наследник дома Валенсия
- Альфонсо Фернандес де Валенсия (1316—1365), епископ Саморы (1355—1363).